# Desa Batujaya (administrativ by i Indonesien, lat -6,04, long 107,18)
Desa Batujaya är en administrativ by i Indonesien.   Den ligger i provinsen Jawa Barat, i den västra delen av landet, 40 km nordost om huvudstaden Jakarta.